# Vladislav Čaloun
Vladislav Čaloun (11. prosince 1907 Benešova hora – 26. ledna 1943 Koncentrační tábor Mauthausen) byl český odbojář, spolupracovník výsadku Anthropoid a blízký přítel Mudr. Břetislava Lyčky (který ošetřil Jana Kubiše po atentátu na Reinharda Heydricha), druhý manžel herečky Anny Letenské.

## Život
Vladislav Čaloun se narodil 11. prosince 1907 v Benešově hoře do rodiny Františka Čalouna a Marie Čalounové, rozené Loucké. Před okupací působil na Slovensku. V březnu 1939 byl donucen odejít do Čech (sám přitom pomáhal pronásledovaným lidem). V Praze byl zaměstnán jako prokurista německé dopravní akciové společnosti Intercontinentale, Plohn a spol. 10. října 1941 se oženil s herečkou Annou Letenskou, která byla v té době již rozvedená. Manželé získali byt v Praze v Soukenické ulici.

## Ilegální činnost, zatčení
Vladislav Čaloun se ochotně zapojil do pomoci lidem odcházejícím do zahraničí, ve vlacích pašoval dokumenty, devizy a různá zavazadla. Byl aktivní člen Sokola stejně jako jeho blízký přítel Mudr. Břetislav Lyčka. Po zákazu Sokola patřil stejně jako Lyčka k ilegální organizaci JINDRA. Čalounovi byli jedni z podporovatelů parašutistů ze skupiny Anthropoid, kteří seskočili v Nehvizdech u Prahy v noci z 28. na 29. prosinec 1941. Věděli, že doktor Lyčka ošetřoval zraněného Jozefa Gabčíka. Lyčka rovněž ošetřil Jana Kubiše, jemuž bomba po útoku zastupujícího říšského protektora Reinharda Heydricha způsobila zranění u levého oka.
Když v první polovině července 1942 začalo gestapo hromadně zatýkat v nejužším okruhu sokolské organizace Jindra, přijal Břetislav Lyčka nabídku bezpečného úkrytu na Moravě pro svou manželku, zprostředkovanou Ladislavem Vaňkem. Dne 14. července se manželé Lyčkovi setkali v bytě u Čalounových, Františka Lyčková zde přečkala noc. V noci bylo vyhlášeno pátrání po manželech Lyčkových. Františka Lyčková byla zatčena v budově Hlavního nádraží v Praze poté, co její plán odjezdu někdo vyzradil gestapu. Lyčka stačil odjet do Ouběnic u Votic, kde měl domluven úkryt. Gestapo ho nakonec vypátralo, spáchal sebevraždu.
Vladislav Čaloun byl zatčen 17. července 1942. Úředníkům gestapa se zprvu zdálo, že Čaloun vypovídá celkem ochotně, a tak ho pustili jako volavku. Brzy ale zjistili, že to jen předstírá a zostřili výslech. Dne 19. září 1942 byl převezen do Terezína, 29. září 1942 byl stanným soudem v Praze v nepřítomnosti odsouzen k trestu smrti. Dne 26. ledna 1943 byl popraven v koncentračním táboře Mauthausen.

## Připomínka
Jeho jméno (Čaloun Vladislav Ing. *11. 12. 1907) a jméno jeho manželky (Čalounová-Letenská Anna roz. Svobodová *29. 8. 1904) je uvedeno na pomníku spolupracovníků parašutistů a jejich rodinných příslušníků, kteří byli popraveni v německém koncentračním táboře Mauthausenu. V lednu 2011 byl slavnostně odhalen na terase kostela sv. Cyrila a Metoděje v Resslově ulici v Praze.

## Galerie

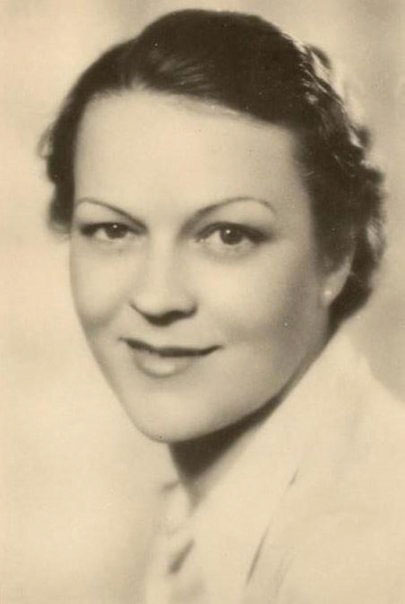
Manželka Anna Čalounová-Letenská
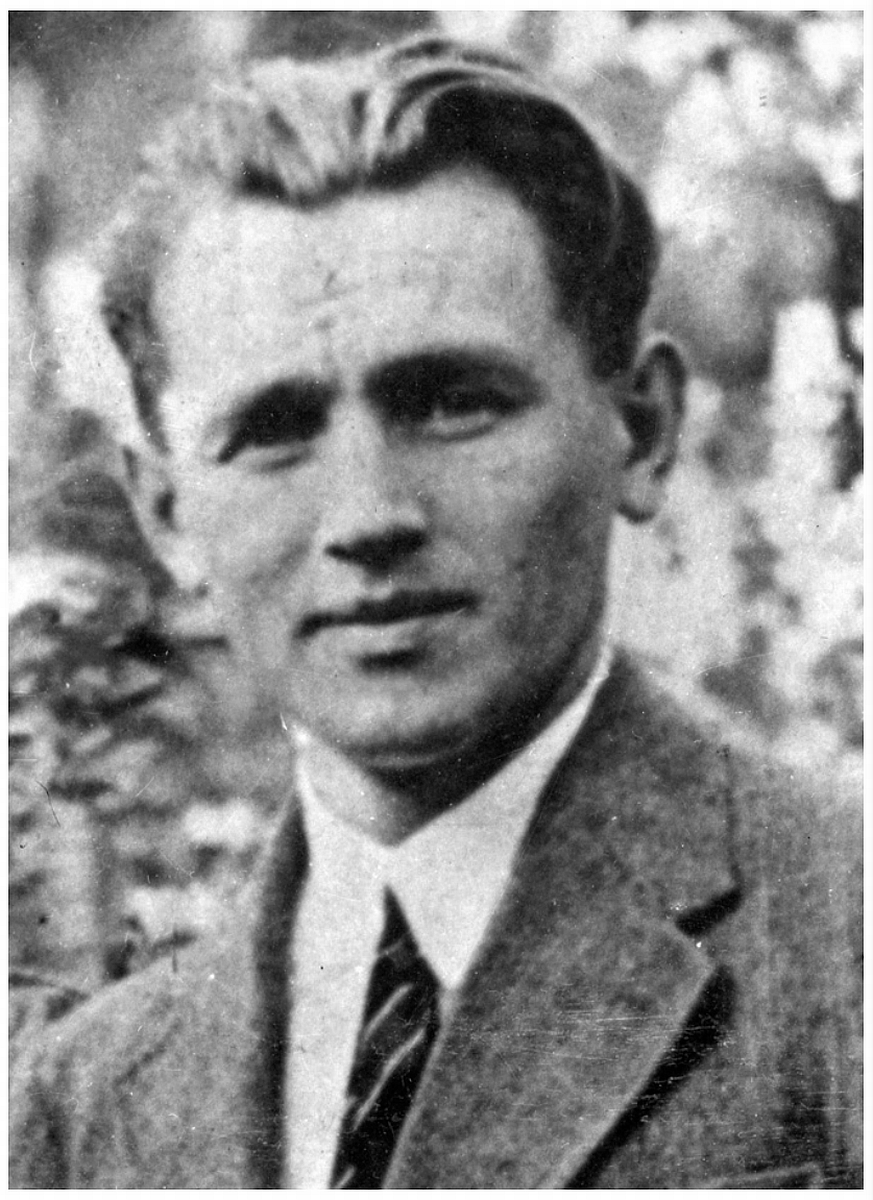
Mudr. Břetislav Lyčka
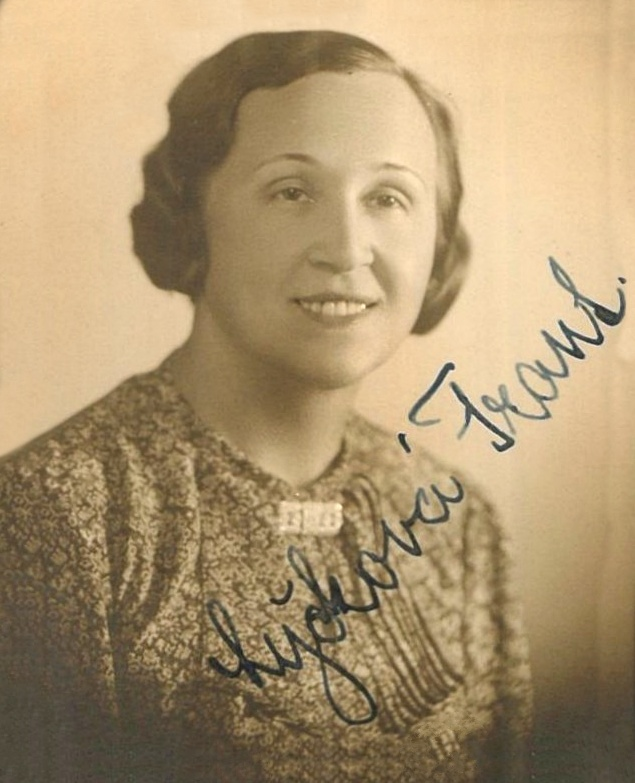
Františka Lyčková, manželka Břetislava Lyčky
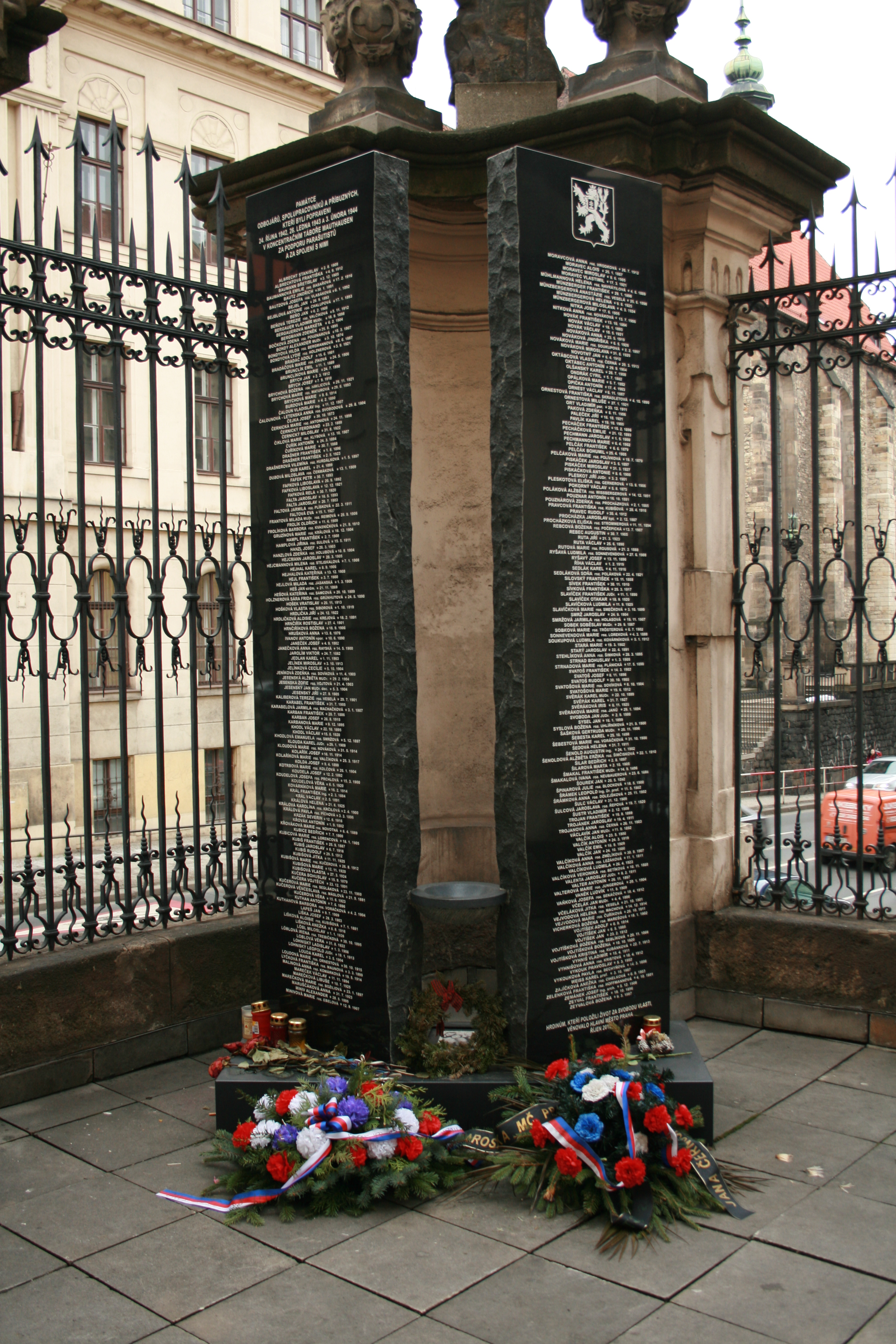
Pomník spolupracovníků parašutistů a jejich rodinných příslušníků na terase kostela sv. Cyrila a Metoděje v Resslově ul. v Praze